# Écoles maternelles et primaires en Belgique
En Belgique, l'enseignement fondamental est scindé en deux périodes :
- l'enseignement maternel (non obligatoire), qui peut commencer au plus tôt quand l'enfant a deux ans et six mois accomplis ;
- l'enseignement primaire (obligatoire). L'enfant doit y entrer dès l'âge de six ans et le suivre jusqu'à douze.

Les enseignements maternels et primaires se trouvent souvent regroupés au sein d'un même établissement. L'établissement est alors dit d'enseignement fondamental.
Certains établissements proposent un enseignement en immersion dans une langue dite étrangère (autre que maternelle). L'enseignement dit immersif ne peut commencer avant la 3e année maternelle. Les langues les plus fréquentes en Wallonie et Bruxelles sont : le néerlandais, l'anglais et l'allemand.